# Apocalipsis 4
Apocalipsis 4 es el cuarto capítulo del Libro del Apocalipsis o Apocalipsis de Juan en el Nuevo Testamento de la  Biblia cristiana. El libro se atribuye tradicionalmente a Juan el Apóstol, pero la identidad exacta del autor sigue siendo un punto de debate académico. Este capítulo contiene una visión inaugural del cielo, que representa la sala del trono del cielo, y el culto celestial que el escritor observa allí..

## Texto
El texto original fue escrito en griego koiné. Este capítulo está dividido en 11 Versículos.

### Testigos textuales
Algunos manuscritos antiguos que contienen el texto de este capítulo son, entre otros:.
- Codex Sinaiticus (330-360)
- Uncial 0169 (siglo IV; existen los Versículos 1-3)
- Codex Alexandrinus (400-440)